# Bellágh Imre
Hevesi Bellágh Imre, névváltozatok: Bellagh, Bellaágh (Pest vagy Gyöngyös, 1830. december 1. – Budapest, 1910. március 10.) tisztifőügyész, tanácsos, megyei főügyész.

## Élete
Pest-Pilis-Solt-Kiskun megyei középbirtokos családban született, a pesti tudományegyetemen tanult jogot. Az 1848-49-es szabadságharcban mint honvédtüzér szolgált. Előbb Pest vármegyének központi járásának főszolgabírója, majd 1872-től tiszti főügyésze volt. Újpest nagyközség képviselőtestülete 1887-ben megválasztotta a település díszpolgárának. 1899-től királyi tanácsosként szolgált.

## Emlékezete
Az 1900-as évektől 1947-ig az ő nevét viselte Kispesten a Rákos Ferenc utca.